# James Sallis
James Sallis (Helena, 21 dicembre 1944) è uno scrittore, saggista e poeta statunitense.

## Biografia
Nato in Arkansas, Sallis ha studiato alla Tulane University di New Orleans e ha vissuto a lungo a Londra e in varie parti d'America, prima di trasferirsi a Phoenix, Arizona. Autore di romanzi e racconti, di saggi critici su argomenti letterari e musicali, è anche traduttore dal francese e dal russo e chitarrista folk e blues. Nel 1992 ha iniziato una serie di sei romanzi noir dedicati all'inconsueto investigatore privato afroamericano Lew Griffin, mentre nel 2003 ha varato una nuova serie di tre libri che ha come protagonista John Turner, ex agente di polizia con un lungo passato in carcere. Un film tratto dal suo romanzo Drive, che  inizialmente doveva essere diretto da Neil Marshall e interpretato da Hugh Jackman, è stato poi affidato alla regia di Nicolas Winding Refn, con Ryan Gosling nel ruolo del protagonista senza nome ed è uscito nel 2011 (Drive). I libri di James Sallis sono pubblicati in Italia da Giano/Neri Pozza, e sono tutti tradotti da Luca Conti.

## Opere

### Romanzi

#### Ciclo di Lew Griffin
- The Long-Legged Fly (1992); La mosca dalle gambe lunghe (Giano, 2004).
- Moth (1993); La falena (Giano, 2005).
- Black Hornet (1994); Il calabrone nero (Giano, 2005).
- Eye of the Cricket (1997)
- Bluebottle (1999)
- Ghost of a Flea (2001)

#### Trilogia di John Turner
- Cypress Grove (2003); Cypress Grove Blues (Giano, 2006; ristampato come Il bosco morto, Giano/Neri Pozza 2007).
- Cripple Creek (2006); La strada per Memphis (Giano/Neri Pozza, 2008).
- Salt River (2007); Salt River (Giano/Neri Pozza, 2011).

#### Ciclo Driver
- Drive (2005); Drive (Giano, 2006).
- Driven (2012).

#### Altri romanzi
- Renderings (1995).
- Death Will Have Your Eyes (1997).
- The Killer Is Dying (2011) (Hammett Prize 2012)
- Others of my kind (New York: Bloomsbury, 2013)
- Willnot (New York: Bloomsbury, imminente 2016)

### di racconti e di poesie
- A Few Last Words (1970).
- Limits of the Sensible World (1994).
- Time's Hammers: Collected Stories (2000).
- Sorrow's Kitchen (2000).
- A City Equal to My Desire (2004).
- Potato Tree (2007).

### Antologie (come curatore)
- The War Book (1969).
- The Shores Beneath (1973).

### Critica letteraria, raccolte di saggi, biografie
- Difficult Lives: Jim Thompson – David Goodis – Chester Himes (1993; nuova edizione riveduta, 2000); (Vite difficili: L'anima nera dell'America, Giano, 2004).
- Ash of Stars: On the Writings of Samuel R. Delany (1996).
- Gently into the Land of the Meateaters (2000).
- Chester Himes: A Life (2000).

### Critica musicale
- The Guitar Players: One Instrument and Its Masters in American Music (1982; nuova edizione riveduta, 1994).
- Jazz Guitars: An Anthology (1984).
- The Guitar in Jazz (1996).

### Traduzioni
- Saint Glinglin (1993), di Raymond Queneau.
- My Tongue in Other Cheeks (2003) — traduzioni di poesie da francese, spagnolo e russo.